# مسابقات فرمول یک فصل ۱۹۸۸
مسابقات فرمول یک فصل ۱۹۸۸ در سال ۱۹۸۸ میلادی برگزار شد. در این مسابقات آیرتون سنا (به انگلیسی: Ayrton Senna) از تیم مک‌لارن و با خودروی هوندا به قهرمانی رسید وی که در آغاز مسابقه در خط ۱۳ قرار داشت، بهترین زمان خود را در دور ۳ به دست آورد و در مجموع صاحب ۹۰ امتیاز شد.